# Rivière Welland (Ontario)
La rivière Welland (auparavant la Chippawa Creek) est un cours d'eau situé dans le Golden Horseshoe qui traverse les villes sud-ontariennes de Welland et de Niagara Falls, dans la province canadienne de l'Ontario. Elle coule de sa source, située juste au sud de Hamilton, jusqu'à la rivière Niagara.

## Histoire
La rivière s'appelait à l'origine Chippawa Creek (le « ruisseau Chippawa ») puisqu'elle se déversait dans la rivière Niagara à Chippawa. Comme beaucoup d'autres lieux dans le Niagara, elle a été rebaptisée en 1792 par John Graves Simcoe, le premier lieutenant-gouverneur du Haut-Canada. Le nom actuel provient de la rivière du même nom dans le Lincolnshire, dans l'est de l'Angleterre. La rivière Welland est parfois appelée Chippawa Creek, particulièrement par les habitants de la région de Chippawa elle-même.
Le canal Welland est nommé d'après la rivière puisqu'il devait initialement relier lac Ontario à la rivière Welland. C'est postérieurement que la ville de Welland a été nommée en l'honneur des deux voies navigables qui traversaient la ville.

## Géographie

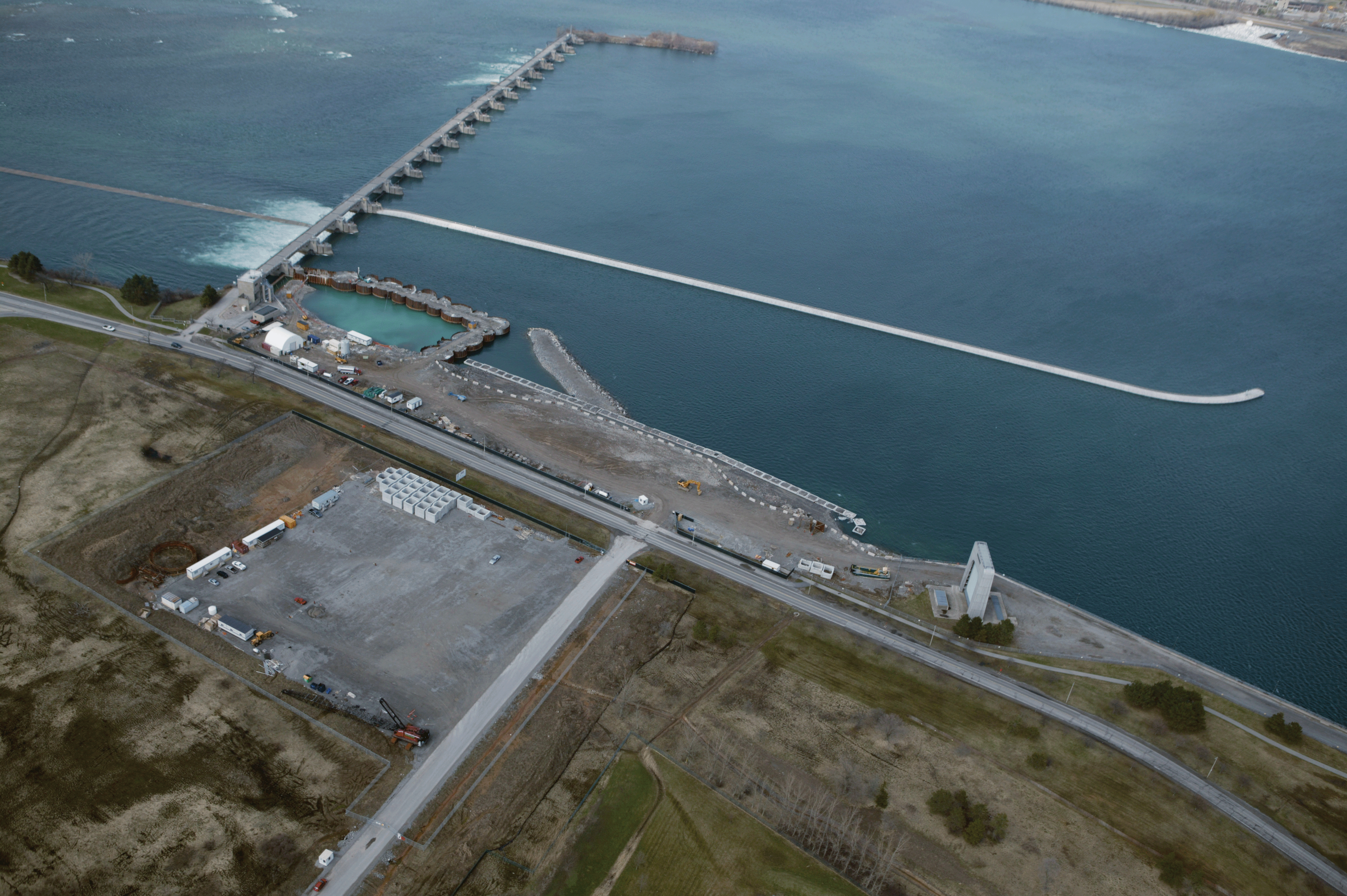
Le barrage de contrôle international, vu du côté canadien de la frontière.

La rivière coule sous deux aqueducs navigables : la voie navigable récréative Welland et le nouveau tracé du canal Welland. Un affluent important de la rivière est Coyle Creek, un ruisseau traversant un secteur densément boisé qui se jette dans la rivière sur la rive nord.
Un ruisseau de la rivière bifurque peu avant son embouchure. Ce canal se transforme rapidement en un canal hydroélectrique à ciel ouvert à travers la ville de Niagara Falls qui se dirige vers les centrales hydroélectriques Sir Adam Beck.
Le barrage de contrôle international, qui constitue un déversoir dans la rivière Niagara, fait que la rivière Welland voit sa direction inversée deux fois par jour lorsque le débit d'eau sur les chutes du Niagara est réduit pendant la nuit et que l'eau remonte la rivière jusqu'à Wellandport. Lorsque le débit d'eau est rétabli, la direction de l'eau de la rivière Welland change à nouveau pour s'écouler vers la rivière Niagara. 